# Pietro (film)
Pietro è un film del 2010 diretto da Daniele Gaglianone.

## Trama
Pietro vive a Torino con il fratello tossicodipendente in un appartamento lasciato loro in eredità. Campa di volantinaggio e ha un leggero ritardo mentale che lo mette al centro dell'irrisione degli amici di suo fratello. Un giorno conosce una ragazza e qualcosa nella sua vita cambia.

## Distribuzione
Il film è uscito nell'agosto 2010.